# جاك كاردين
جاك كاردين (مواليد 4 مايو 1946) هو مبارز بالسيف كندي، مثّل بلاده في الألعاب الأولمبية الصيفية 1984.

## روابط رياضية
جاك كاردين على موقع اللجنة الأولمبية الدولية (الإنجليزية)
- جاك كاردين على موقع أوليمبيديا (الإنجليزية)
- جاك كاردين على موقع اللجنة الأولمبية الكندية (الإنجليزية)